# Regne de Montenegro
El Regne de Montenegro (1910-1918) (en serbi: Краљевина Црна Гора, Kraljevina Crna Gora) va ser un dels regnes dels Balcans, amb capital a Cetinje.

## Història
El Regne de Montenegro va ser proclamat per  Knjaz Nikola a Cetinje, el 28 d'agost de 1910.
En les Guerres Balcàniques (1912 - 1913), Montenegro va aconseguir expandir el seu territori prenent Sandžak del Regne de Sèrbia el 30 de maig de 1913. En fer això, va incorporar una gran població que no s'identificava cultural o històricament amb el país.
La ciutat acabada de capturar de  Skadar va haver de ser retornada al nou estat d'Albània per insistència de les grans potències tot i que els montenegrins van perdre 10.000 vides en el seu exèrcit per capturar la ciutat a les forces otomanes (albaneses) de Essad Bajá.
Durant la Primera Guerra Mundial (1914 - 1918) Montenegro va estar del costat de les Potències Aliades. Del 15 de gener de 1916 a octubre de 1918, Montenegro va estar ocupat per l'Imperi Austrohongarès.
El 20 de juliol de 1917, la Declaració de Corfú va ser signada, va declarar la unificació de Montenegro amb el Regne de Sèrbia. El 26 de novembre de 1918, la unificació montenegrina amb Sèrbia va ser proclamada. L'oposició a la nova condició montenegrina va continuar durant anys per la resistència de guerrilles.
El seu cap d'estat va ser Nicolau I de Montenegro, rei de 1910 a 1918.

### Pretendents a la corona (des 1918)
- Nicolau I de Montenegro (pretendent com Nicolau I) (1918 - 1921)
- Danilo de Montenegro (pretendent com Danilo III) (1921)
- Miguel de Montenegro (pretendent com Miguel I) (1921 - 1986)
- Nicolau de Montenegro (pretendent com Nicolau II) (1986 -)
- Boris de Montenegro (hereu, nascut el 1980)

### Primers ministres
- Lazar Tomanovic (1910 - 1912)
- Tramitar Martinovic (1912 - 1913)
- Janko Vukotic (1913 - 1915)
- Milo Matanovic (1915 - 1916)

### Primers ministres a l'exili
- Lazar Mijuskovic (1916)
- Andrija Radovic (1916 - 1917)
- Milo Matanovic (1917)
- Evgenije Popovic (1917 - 1919)
- Jovan Plamenac (1919 - 1921)
- Antonio Gvozdenovic (1921 - 1922)
- Milutin Vucinic (1922)
- Antonio Gvozdenovic (1922)